# 近接武器
近接武器（melee weapon、hand weapon、close combat weapon）は白兵戦（melee）、つまり武器が物理的に直接届く範囲で使用するための手持ち武器である。本質的には使用者の手足の（より強力な）延長として機能する。対義語は遠隔武器であり、こちらは直接届く範囲を超えた距離で交戦するための武器である。

## 語源
Meleeという用語は、1640年代に生まれ、フランス語のmêléeに由来する。これは、無秩序な白兵戦、近接戦闘、乱闘、または混乱した戦闘を指す。特に、1対1でなく、多くの戦闘員が関与しているものを指していた   。
1812年に生まれたウォー・シミュレーションゲームの祖であるクリークスシュピールは、ゲームでの白兵戦をmeléeと呼んだ。以後のウォーゲームでもこれに倣っている  。そこから、ゲーマーは他のゲームでも、その種の場面で使用される武器はmelee weaponと呼ぶようになった 。

## カテゴリ
近接武器は大きく3つのカテゴリーに分けることができる ：
- 尖頭武器：槍、パイクなどの多くのポールウェポンが含まれる。通常、重装甲の敵に対しても穿通性外傷を与えるように設計された鋭い先端を持っている。普通は長い柄を持つことによる間合いの長さが利点である。また、鈎などの部位を持ち、敵を妨害したり引っ掛けて武装を奪ったり、馬の上から落とすような使われ方をする物もある。
- 刃物武器：剣、斧、戦闘用ナイフ、短剣などが含まれる。これらの武器は金瘡（切り傷）、切断、失血などを引き起こすように作られている。装甲に対しては効果的でない。これらは、切るか刺すかして使われる。
- 打撃武器：棍棒、メイス、ウォーハンマー、クオータースタッフ（Quarterstaff）、フレイルなどが含まれる。これらの武器は、重装甲の鎧の上からでも叩きつけることで打撲傷を引き起こせるように作られている。

その他、複数のカテゴリーに該当する、もしくは中間的な物もある。ポールウェポンの中ではハルバード、戟、薙刀などは槍を基本に切る・叩くといった攻撃法も可能である。各種の鉤のついた武器、ギサルム、コルセスカ、グレイブの一種のフォーチャード（fauchard）なども単純に分類するのは難しい。一方、鞭などの柔軟な武器は、これらのカテゴリーのいずれにも分類されない。

## 近接武器のリスト
- 刃物武器（Bladed weapons）
  - 剣 (Types of swords参照)
  - ナイフ
  - ダガー (List of daggers参照)
  - 斧
  - 鎌（武器としての鎌）
  - マチェテ
  - ククリ
  - 鋸

- ポールウェポン
  - ハルバード
  - 槍
  - 偃月刀
  - 戦鎌
  - 銃剣
- 鈍器
  - 棍棒 / メイス
  - 警棒
  - 杖術/ 棒術
  - ヌンチャク
  - 槌
  - ナックルダスター
- 近接武器として利用できるスポーツ用品
  - バット (野球)
  - クラブ (ゴルフ用具)
  - キュー (ビリヤード)
  - ボクシンググローブ